# Flottille royale de Versailles
La flottille royale de Versailles est une flottille qui évolua dès 1669 sur le Grand Canal du château de Versailles. Elle comportait des bateaux de loisir tels que des gondoles, mais également des yachts anglais, des galères et des petits vaisseaux. Elle contribua à montrer la grandeur du Roi Soleil et de sa Marine en plein développement grâce à Jean-Baptiste Colbert.

## Composition de la flottille
La composition de la flottille est difficile à donner précisément. Elle a évolué au fil du temps et les différentes sources consultées ne sont pas en accord sur certains points.
Un « État des bâtiments qui sont sur le Canal », daté de juillet 1698, liste des chaloupes, gondoles et de « méchants petits canots ». Il cite aussi une galère, un grand et un petit vaisseau, une double-chaloupe, un heu et un yack,.

### Navires de guerre
- Le grand vaisseau.

Construit en 1670.

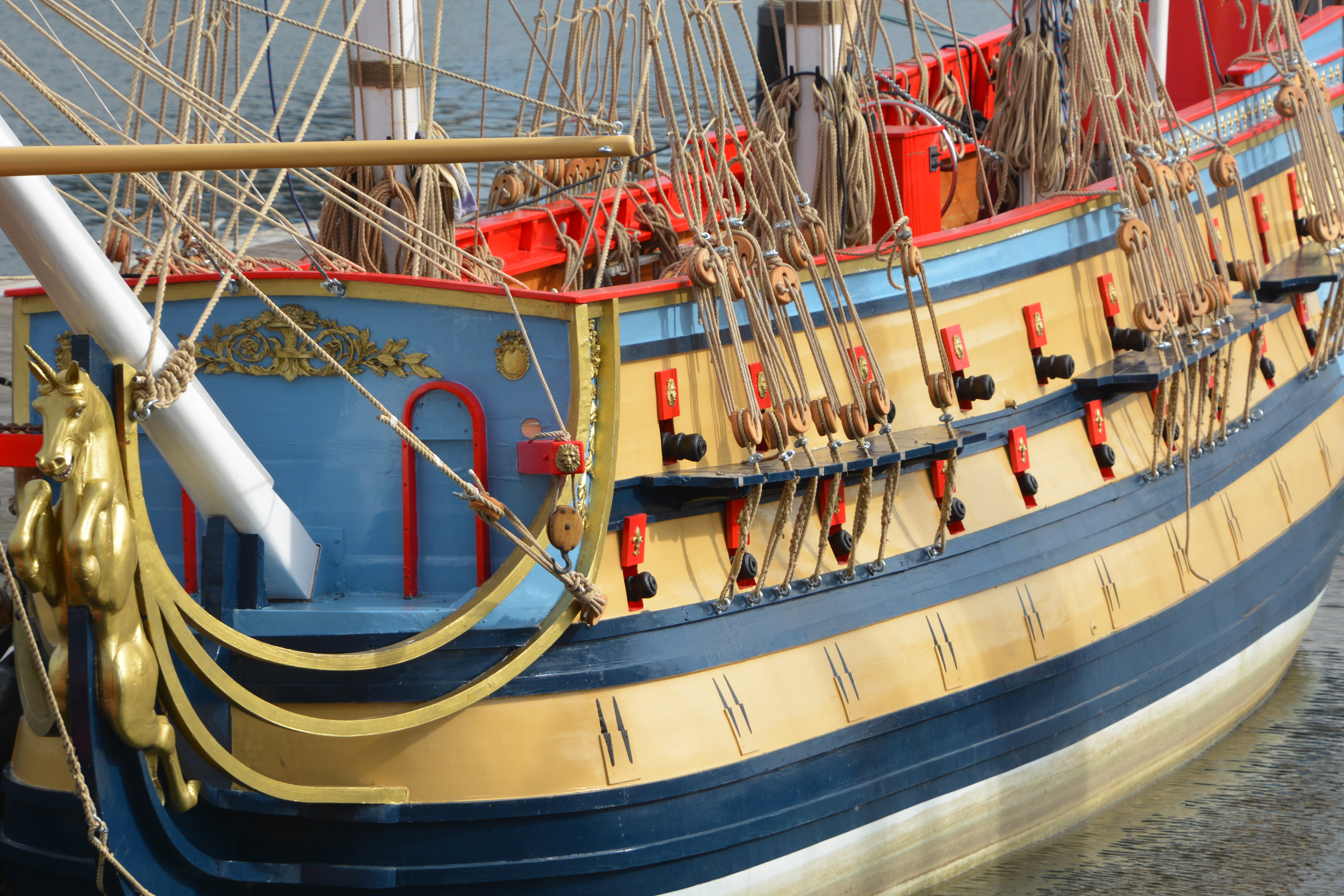

Une réplique inspirée du « Grand Vaisseau » a été construite par l'association l'Atelier Marin à Bruxelles. La quille en a été posée le 25 mars 2018 et le bateau a été mis à l'eau le 27 avril 2019. Muni de son gréement, il a fait son premier voyage vers Anvers le 20 septembre 2019.
L'objectif du projet est de permettre à des jeunes défavorisés d'accéder à la navigation et de pouvoir le mettre à la disposition du château de Versailles à l'occasion du 350e anniversaire de la création de la flottille royale de Versailles.
- Le petit vaisseau.

Il s'agit d'un modèle de Vaisseau deux-ponts, construite à l'origine à Rochefort, par le maître-charpentier Blaise Pangalo sous la direction de Tourville, pour servir de modèle aux différents chantiers navals du royaume. Le Modèle sera son nom. Colbert ordonnera qu'il soit démonté et amené à Versailles, « en fagots », pour être reconstruit devant le roi,. La taille de ce navire de guerre miniature est estimée à 11 mètres de long, pour un déplacement de 25 tonneaux.
- Le Triomphant.

Construit en 1688.
- La galère (construite en 1685).

Il s'agit d'une galère réale, pièce maîtresse de la flottille royale de Versailles sous Louis XIV, en réalité d'une demi-galère de 35 mètres de long sur 5,5 mètres de large hors tout.
Elle était équipée de 13 rames de 8 mètres de long par bande, chacune étant servie par deux rameurs, soit un total de cinquante deux rameurs, effectif constitué par des hommes provenant de diverses galères de la flotte du Levant, tous rémunérés - hommes libres par conséquent-, et, majoritairement, de soldats de régiments de Marine.
La réale du Grand Canal portait deux mâts (arbre de mestre et arbre de trinquet), équipée en outre de petits canons de proue, vraisemblablement trois. Elle était somptueusement ornée. La coque était peinte en bleu outremer, couleur obtenue à partir de lapis-lazuli réduit en poudre, semée de lis d'or, l'intérieur couvert d'une teinte rouge cramoisi. Des étoffes précieuses de damas rouge la couvraient, notamment au-dessus du carrosse, brodées de fils d'or. Les différents cordons étaient de soie rouge cramoisi.
Elle présentait le long du carrosse et à sa poupe les allégories sculptées et dorées à l'or fin dont Louis XIV voulait illustrer son règne : sur la bande droite, la Justice et la Foi ; sur la bande senestre, la Force (ou la Puissance) et, probablement, la Grandeur (ou la Magnificence) ; sur le couronnement de la poupe, la Magnanimité surmontée d'une Renommée. Deux gouaches conservées à la Bibliothèque nationale de France la représentent partiellement. Les deux panneaux décoratifs latéraux du carrosse subsistent au Musée de la Marine, l'un développant le thème du Roi entouré des Arts, des Sciences et des Lettres, l'autre du Roi recevant en tribut les richesses des quatre continents connus alors.

### Navires marchands
- Le Heu et le Yack.

Il s'agit là de navires marchands. Le Heu est un navire hollandais d'origine, ventru, et qui présente la particularité d'avoir une cabine centrale. Le Yack est une variante anglaise du même type de navire et qui en diffère par sa voilure, voile à corne pour celui-ci, à la livarde pour celui-là.
Les deux bâtiments sont commandés en Angleterre, remonteront la Seine jusqu'à Port Marly; là, ils seront placés sur des chariots pour gagner Versailles.
- Autres navires.

Felouque napolitaine.
Yole
Péaute
Chaloupe biscayenne

### Bateaux de plaisance
- Les chaloupes.

Il s'agit de petits bâtiments, naviguant à la voile ou à la rame. On en décompte une vingtaine pendant le règne du roi.
Si les chaloupes sont, à l'origine, des embarcations de service portées par des navires de grande taille, celles de Versailles sont destinées à la promenade. Elles disposent d'un mât et sont divisées  en deux parties. À l'avant, les rameurs; à l'arrière, un « carrosse », sorte de tente sur une structure en bois destinée à abriter les passagers.
Elles ont une longueur de 5 à 13 mètres, Elles montrent sculptures et dorures  et la coque de chacune est d'une couleur différente lui donnant son nom (« chaloupe bleue », « chaloupe jaune »,...).
Ces chaloupes sont destinées à promener le roi, mais aussi la Cour (voire les musiciens requis). Certains des grands personnages de la Cour, comme Monsieur, Mademoiselle ou Seignelay, se feront construire leurs propres chaloupes.
On trouve mention de "« double-chaloupe » (« La Langeronne », construite par le marquis de Langeron). Il s'agit, dans ce cas d'un bateau de plus grandes dimensions, pourvu de deux mâts.
- Les gondoles.

Elles sont offertes en 1674 par la république de Venise, avec des gondoliers.
On en compte plus d'une dizaine sur le Canal, mais seules quelques-unes sont décorées (gondoles d'apparat), les autres restant plus semblables aux véritables gondoles vénitiennes (dites alors « gondoles à la suite »).
Ces gondoles comportent aussi une chambre pour abriter les passagers.

## Utilisation de la flottille
La flottille sert à plusieurs usages. Pour distraire la Cour, mais aussi pour montrer la puissance du monarque. Elle jouera aussi un rôle dans le développement de la qualité de la marine du roi.

### Une flottille pour distraire
Cette flottille a d'abord un but décoratif, pour agrémenter les pièces d'eau. C'est à cette fin que sont représentés un bon nombre des types de bateaux utilisés dans le royaume, comme la yole, la chaloupe biscaïenne ou le Heu.
À côté de cela, la flottille sert aussi aux distractions de la Cour, pour des promenades, accompagnées ou non de la musique d'orchestres embarqués eux aussi. Ce sont principalement les chaloupes qui sont utilisées pour ces promenades.

### Une flottille pour impressionner
La flottille offre une image de la « Grande Marine », montrant ainsi la puissance du monarque.
Certains auteurs, comme Charles de La Roncière, estiment que l'existence de la flottille correspond aussi à la volonté de Colbert de susciter l'intérêt du roi pour sa Marine. D'autres auteurs, comme Michel Vergé-Franceschi, estiment que cette volonté de Colbert ne correspond pas à la réalité, Louis XIV ayant par ailleurs montré son intérêt pour les affaires maritimes du royaume.
La flottille peut aussi présenter un intérêt pédagogique, dans le but de faire découvrir aux Princes la marine du royaume.

### Flottille et inventions
La flottille participe aussi au perfectionnement de la Marine du Roi-Soleil.
Le Modèle, comme son nom l'indique, a été construit pour servir de modèle à une série de bâtiments, avant de se voir transporté à Versailles. À une époque où la construction est largement empirique[réf. nécessaire], l'utilisation d'un modèle permettait de réduire les risques que soient construits des vaisseaux aux piètres qualités nautiques.
La présence de la flottille incitera aussi les inventeurs à proposer leurs idées au roi. C'est ainsi que sera proposé l'un des premiers modèles de navire à aubes ou, en 1756, un bateau pliant.

## L'entretien de la flottille, la Petite Venise
Pour la mise en œuvre et l'entretien de la flottille, un certain nombre de marins et de spécialistes seront recrutés. La petite Venise, qui les abrite, engloba également un chantier naval.

### Mariniers
Jusqu'au XVIIe siècle, les matelots venant du Pecq, de Poissy et de Saint-Cloud, auraient été logés, au sud, au bout de l'allée des Matelots, dans un endroit devenu depuis un lieu ferroviaire avec la gare des Matelots (desservant le camp des Matelots tout proche). Ceux-ci sont remplacés en 1684 par un équipage fixe comprenant : un lieutenant, un maître, un contremaître, onze matelots, six gondoliers (dont deux Toulonnais et quatre Vénitiens[réf. souhaitée]), huit charpentiers (dont deux Italiens[réf. souhaitée]), deux calfats, ainsi qu'un scieur de long, tous étant placés sous le commandement du capitaine Consolin. Ils furent logés dans des bâtiments construits spécialement à leur intention, baptisés la « Petite Venise » situés à l'extrémité orientale du Grand Canal à proximité immédiate du bassin d'Apollon.

### Fonctionnement

#### Le personnel
En 1684, l'équipage fixe était constitué de :
- un lieutenant,
- un maître,
- un contremaître,
- onze matelots,
- six gondoliers,
- huit charpentiers,
- deux calfats,
- un scieur de long.

## Aujourd'hui
Il ne reste rien de cette flottille. Seule la proue du canot de promenade de Marie-Antoinette a subsisté et est exposée au musée national de la Marine. 

### Webographie
- Patrice Grimald, Une galère à Versailles, reconstitution de la réale du Grand Canal construite en 1685, thèse de doctorat en Histoire, 2013;;
- Amélie Halna du Fretay, « La flottille du Grand Canal de Versailles à l’époque de Louis XIV : diversité, technicité et prestige », Bulletin du Centre de recherche du château de Versailles, 2010